# Профилирование (криминалистика)
Профили́рование — метод, используемый правоохранительными органами для идентификации подозреваемых и установления связи между преступлениями, которые могли быть совершены одним человеком либо одной группой лиц. Данный подход позволяет охарактеризовать подозреваемого, с учётом индивидуальных особенностей совершения преступления, и предугадать будущие действия преступника. Профилирование чаще всего используется для поиска серийных насильников и серийных убийц, а также для идентификации грабителей, террористов и киберпреступников.

## История происхождения
Корни профилирования уходят в Средние века, во времена деятельности инквизиции Католической церкви. В частности, документ «Мо́лот ведьм» (Malleus Maleficarum), опубликованный в 1486 году, содержал в себе руководство к действию для Инквизиции и определял характеристики, по которым следует выявлять ведьм.
Согласно ему, ведьмами могли считаться женщины, которые:
- имели родинки, шрамы, пятна на гениталиях;
- жили одни;
- имели домашних животных, помимо типичных для крестьянского хозяйства;
- не имели детей;
- выращивали домашние травы.

Вплоть до XVIII века методы профилирования широко использовались для того, чтобы выявлять людей, принадлежащих к группам неугодных власти. Испанская инквизиция таким образом вычисляла мусульман и евреев, которые якобы обратились к христианству, а на самом деле продолжали исповедовать свои религии.
Первый случай задокументированного применения профилирования установлен в Лондоне в 1880-х. Для того чтобы установить личность Джека-потрошителя, который жестоко убивал проституток, перерезая им горло, к следствию был привлечён специалист по судебной медицине Томас Бонд. После осмотра тел двух жертв он создал портрет подозреваемого. Бонд отметил, что преступником является мужчина средних лет, который выглядит вполне опрятно. Он обладает большой физической силой, хладнокровен, работает в одиночку. Носит плащ или объёмную куртку, чтобы окружающие не заметили кровь на его руках. Обратив внимание на жестокость, с которой были совершены преступления, Бонд выявил, что преступник подвержен периодическим атакам эротической мании и, скорее всего, находится в состоянии сатириазиса. Преступник, по мнению Бонда, не имеет постоянного места работы и живёт на социальные выплаты.
Точность профиля, созданного Бондом, нельзя установить, так как преступник не был обнаружен.
В 1956 году профилирование было применено психиатром Джеймсом А. Брасселом, который ранее работал с преступниками. Полиция привлекла его для того, чтобы установить личность человека, который подорвал около 50 самодельных бомб в Нью-Йорке. Изучив дело, Брассел выявил, что преступником является мужчина средних лет, славянского происхождения, атлетического телосложения. Он также хорошо разбирается в механике и живёт с женщиной старше себя. По мнению Брассела, преступник невероятно аккуратен и регулярно посещает церковь. Он очень остро реагирует на критику. Мотивом для преступления могло стать увольнение либо выговор на рабочем месте. Брассел также определил, что преступник является бывшим или нынешним работником компании «Консолидейтед Эдисон». Портрет был опубликован в газете «Нью-Йорк Таймс». Вскоре полиция арестовала 54-летнего Джорджа Метески. Он имел польские корни, работал электриком. Часто посещал церковь и жил с двумя старшими сестрами. По его словам, мотивом для терактов стал туберкулёз, который он получил в результате травмы на работе в «Консолидейтед Эдисон».
В 1972 году благодаря усилиям Патрика Малани и Говарда Тетена в ФБР был создан Отдел бихевиористики, который занимался анализом поведения преступников. Это послужило институализации метода профилирования.
В 1984 году в ФБР были созданы Национальный центр анализа насильственных преступлений и единая национальная база данных «Программа поимки насильственных преступников».

## Применение
Одним из главных критериев для применения профилирования является серийность преступлений. Под серийностью обозначается совершение двух или более преступлений одним и тем же лицом либо одной и той же группой лиц.
В настоящее время криминальное профилирование применяется для поисков серийных убийц, раскрытия ритуальных убийств, сексуальных преступлений (изнасилований), киберпреступлений. Основной целью профилирования является создание психологического портрета преступника. Специалистам по профилированию необходимо изучить целый ряд дисциплин: психология, криминология, сексология, биоантропологические науки. Эти знания помогают в создании образа преступника, в детализации его социальных и биологических особенностей.
Случаи применения профилирования были зафиксированы в Швеции, Финляндии, Новой Зеландии, Африке, Германии, Канаде, Ирландии, Малайзии, России, Зимбабве и Нидерландах.
В РФ криминальное профилирование не институциализовано. Наиболее близкими к профилированию в российской расследовательской практике являются консультации врачами-психиатрами правоохранительных органов о психотипе неизвестного серийного преступника. Самым ярким подобным прецедентом в современной России является работа известного психиатра А. О. Бухановского по консультированию сотрудников правоохранительных органов в поимке серийного убийцы Андрея Чикатило.

## Метод профилирования ФБР
На современном этапе ФБР выделяет 5 ступеней профилирования с целью поимки серийных убийц:
1. На этапе ассимиляции собирается вся имеющаяся информация о преступлении. Анализируются фотографии с места преступления, показания свидетелей, данные после вскрытия тела и профиль жертв.
2. На стадии классификации убийцу относят либо к «организованному», либо к «неорганизованному типу». Считается, что «организованные» преступники тщательно планируют свои преступления, имеют развитые социальные навыки, оставляют мало улик и вступают в сексуальный контакт с жертвой до совершения преступления. «Дезорганизованные» преступники обладают низкими социальными навыками, совершают свои преступления импульсивно и не продумывают свои действия заранее. Они также вступают в сексуальный контакт с жертвой уже после убийства.
3. После классификации специалисты пытаются воссоздать способ совершения преступления и последовательность действий преступника.
4. Далее способ совершения преступления проходит анализ, чтобы объяснить психологическую потребность преступника в совершении преступления. Идентифицируется уникальный мотив преступника.
5. После дальнейшего рассмотрения способа совершения преступления и психологической потребности преступника профилировщик переходит к созданию профиля. Этот профиль может содержать подробную информацию о характере преступника, составе его семьи, наличии военного прошлого, наличии образования, месте проживания. Профилировщик также может предложить следователю соответствующие методы расследования и допроса для идентификации преступника.

## Расовое профилирование
В контексте профилирования достаточно часто обсуждают проблематику расового профилирования. В докладе ООН расовое и этническое профилирование обычно определяется как использование сотрудниками правоохранительных органов, сил безопасности и пограничного контроля расы, цвета кожи, происхождения или национальной или этнической принадлежности в качестве основания для проведения в отношении соответствующих лиц тщательных досмотров, проверок личности и следственных действий для определения того, принимало ли то или иное лицо участие в уголовно-наказуемой деятельности.
Подобная практика в большинстве случаев основана на ложных представлениях и порождает дискриминацию, ксенофобию и расизм, что делает национальные меньшинства уязвивыми в правовом поле.
Различные исследования показывают, что в Европе полицейские чаще останавливают пешеходов, которые являются представителями национальных меньшинств. В США чернокожие в непропорционально большей степени подвергаются остановкам и досмотрам автомобилей.
В одном из североамериканских штатов наблюдатели документально отобразили факты непропорционального преследования полицией водителей на основании их внешности. По сообщению наблюдателей, никакой статистически значимой разницы поведения водителей не наблюдалось, однако 73,2 % остановленных и арестованных являлись лицами африканского происхождения, несмотря на то, что такие лица составляли лишь 13,5 % от всех водителей и пассажиров. В другом докладе сообщалось, что в муниципалитете, где эта группа лиц составляла 67 % населения, 85 % остановленных полицией автомобилей принадлежали лицам из этой группы, так же как и 90 % вызванных в суд и 93 % арестованных; кроме того, применение силы полицией осуществлялось в 88 % случаев против лиц африканского происхождения. Аналогичным образом в судебной системе этого же города на данную группу приходилось 95 % осуждённых за правонарушения пешеходов и 92 % случаев, связанных с нарушениями общественного порядка.
Расовое профилирование не раз приводило к неоправданно жестоким действиям со стороны полиции. После убийства Майка Брауна полицейским чернокожие, возмущённые отношением со стороны правоохранительных органов к себе, организовали движение Black Lives Matter.
Согласно исследованиям, в России проявление расового профилирования выражается в проявлении непропорционально высокого внимания со стороны полиции к лицам неславянской внешности в метро.
Однако в некоторых случаях расовое профилирование имеет место. Например, в контексте иммиграции. В местах официального пересечения государственной границы, а также в таких транспортных узлах, как аэропорты, железнодорожные и автобусные вокзалы, расовое профилирование уместно.
Другим оправданием для расового профилирования является необходимость мер безопасности и наблюдения, осуществляемые полицией в связи с усилиями по борьбе с терроризмом. По сути, во всем мире государства настолько закрепили такие процедуры, что они стали неотъемлемой частью иммиграционных систем.

## Критика
Достаточно часто профилирование подвергается критике из-за субъективности диагностической оценки, его опоры на узкопрофильный клинический опыт и знания отдельных практиков (психиатров /клинических психологов), не имеющих профессионального юридического образования.
Помимо этого, выделяют следующие проблемы:
- Ограниченное количество или полное отсутствие опубликованных исследований, подтверждающих достоверность подходов.
- Сложность восприятия профиля, составленного узкопрофильным специалистом.
- Субъективная оценка профайлера.
- Ограниченное количество осуждённых, задействованных в исследованиях, положенных в основу классификаций.
- Ограничивающие условия как обязательные составляющие в процессе профилирования.
- Отсутствие данных относительно введения профилирования в других странах, помимо США, Канады, Великобритании.

Современные исследования также называют метод профилирования псевдонаучным и утверждают, что его применение ставит безопасность некоторых людей под угрозу, так как при профилировании осознанно или неосознанно используется стереотипизация, деиндивидуализация и дискриминация. Человека относят к какой-либо категории или группе, а не рассматривают его как отдельную личность.

## Профилирование в культуре
В литературе самыми известными профилировщиками являются Эркюль Пуаро и Шерлок Холмс.
В книге «Молчание ягнят» метод профилирования был использован Клариссой Стартлинг во время поиска серийного убийцы Буффало Билла, который убивал полных женщин и сдирал с них кожу. Книга позднее послужила основанием для фильма «Молчание ягнят» с Энтони Хопкинсом в главной роли.
Роли метода профилирования в расследовании посвящены такие сериалы, как «Мыслить как преступник», «Охотник за разумом», «Внутри убийцы», и «Менталист».